# Challenger de Iasi 2021
El torneo Iași Open 2021 fue un torneo profesional de tenis. Perteneció al ATP Challenger Series 2021. Se disputó en su 2.ª edición sobre superficie tierra batida, en Iași, Rumania entre el 12 y el 18 de julio de 2021.

## Jugadores participantes del cuadro de individuales
| Favorito | País                       | Jugador               | Rank1 | Posición en el torneo |
| -------- | -------------------------- | --------------------- | ----- | --------------------- |
| 1        | Bandera de Francia         | Hugo Gaston           | 162   | FINAL                 |
| 2        | Bandera de Francia         | Enzo Couacaud         | 164   | Primera ronda         |
| 3        | Bandera de Francia         | Alexandre Müller      | 299   | Primera ronda         |
| 4        | Bandera de Brasil          | Felipe Meligeni Alves | 221   | Semifinales           |
| 5        | Bandera de República Checa | Zdeněk Kolář          | 223   | CAMPEÓN               |
| 6        | Bandera de Rumania         | Marius Copil          | 224   | Segunda ronda         |
| 7        | Bandera de Francia         | Maxime Janvier        | 232   | Primera ronda         |
| 8        | Bandera de Bulgaria        | Dimitar Kuzmanov      | 246   | Cuartos de final      |

- 1 Se ha tomado en cuenta el ranking del 28 de junio de 2021.

### Otros participantes
Los siguientes jugadores recibieron una invitación (wild card), por lo tanto ingresan directamente al cuadro principal (WC):
- Cezar Crețu
- David Ionel
- Ștefan Paloși

Los siguientes jugadores ingresan al cuadro principal tras disputar el cuadro clasificatorio (Q):
- Alexandar Lazarov
- David Poljak
- Dan Alexandru Tomescu
- Miljan Zekić

## Campeones

### Individual Masculino
- Zdeněk Kolář derrotó en la final a  Hugo Gaston, 7–5, 4–6, 6–4

### Dobles Masculino
- Orlando Luz /  Felipe Meligeni Alves derrotaron en la final a  Hernán Casanova /  Roberto Ortega Olmedo, 6–3, 6–4